# Албрехт Лудвиг Левин фон дер Шуленбург
Албрехт Лудвиг Левин фон дер Шуленбург (на немски: Albrecht Ludwig Levin Graf von der Schulenburg; * 11 септември 1786 в Баумерсрода, Саксония-Анхалт; † 8 януари 1858) е имперски граф на Шуленбург и императорски руски полковник.

## Произход
Той е вторият син на имперски граф Хайнрих Мориц фон дер Шуленбург-Хеслер (1739 – 1808) и съпругата му графиня Ердмута Хенриета фон Бюнау (1757 – 1825), дъщеря на имперски граф Рудолф II фон Бюнау (1711 – 1772) и Агнес Елизабет фон Холцендорф (1726 – 1795).

## Фамилия
Албрехт Лудвиг Левин фон дер Шуленбург се жени за Елизабет Катарина София Бебер (* 11 май 1797; † април 1879, Санкт Петербург). Те имат шест деца:
- Хайнрих Карл фон дер Шуленбург (* 25 февруари 1818; † 16 септември 1871), женен за Екатерина Кирейевская (* 13 април 1825)
- Карл Густав фон дер Шуленбург (* 30 март 1822; † 20 март 1874), женен за Наталия Неплуева (* 1827; † 12 септември 1856)
- Адолф Август фон дер Шуленбург (* 23 юли 1823; † 6 май 1885), женен за Мария фон Шлипенбах († 1878, Ст. Петербург)
- Едуард Волдемар фон дер Шуленбург (* 23 юли 1823, Ст. Петербург; † 22 декември 1890, Ст. Петербург), женен за Олга Туманская (* 30 септември 1842; † 8 април 1918)
- Вилхелм Мориц фон дер Шуленбург (* 25 октомври 1825, Ст. Петербург)
- Елизабет Франциска фон дер Шуленбург (* 2 февруари 1833, Ст. Петербург; † в Алтенбург)